# Ministeriet for Samfundssikkerhed og Beredskab
Ministeriet for Samfundssikkerhed og Beredskab är det ministerium i Danmark som ansvarar för att förebygga, motstå och hantera större olyckor och kriser som utmanar samhällets grundläggande funktioner.
Ministeriet bildades 28 augusti 2024 som del av en regeringsombildning av Regeringen Mette Frederiksen II.
Beredskabsstyrelsen och Styrelsen for Samfundssikkerhed ligger under ministeriet. Via dessa bägge styrelser ligger även Center for Beredskabskommunikation, Kystredningstjenesten, Center for Cybersikkerhed och Den Nationale Operative Stab under ministeriet. Dessa uppgifter låg tidigare på en lång rad olika ministerier. Framförallt Forsvarsministeriet och Justitsministeriet, men även Miljøministeriet, Digitaliserings- og Ligestillingsministeriet, Klima-, Energi- og Forsyningsministeriet och Uddannelses- og Forskningsministeriet